# Kooipolder (Slochteren)
De Kooipolder is een voormalig waterschap in de provincie Groningen.
Het schap lag ten noordwesten van Froombosch. De noordgrens lag bij de Kooiweg, de oostgrens bij de Groenedijk en liep vandaar in een grillige lijn naar de Slochter Ae, die de zuid- en de westgrens vormde. De molen stond in het noorden van de polder en sloeg uit op de Molensloot, die in verbinding stond met de Slochter Ae.
Waterstaatkundig gezien ligt het gebied sinds 2000 binnen dat van het waterschap Hunze en Aa's.